# Excelsior (journal)
Pour les articles homonymes, voir Excelsior.
Excelsior est un quotidien illustré français paru du 16 novembre 1910 au 11 juin 1940.

## Histoire
Excelsior (« plus haut » en latin), est créé, le 16 novembre 1910, par Pierre Lafitte, ancien journaliste à L'Écho de Paris, collaborateur de revues sportives devenu jeune patron de presse. En quelques années, Lafitte avait réussi à développer un véritable groupe de presse avec La Vie au grand air (lancé en 1897), Femina (1901), Musica (1902), Je sais tout (1905) — qui publiait notamment les aventures d'Arsène Lupin —, et Fermes et châteaux (1906). Lafitte bénéficia de l'apport de fonds substantiels de la part de Basil Zaharoff, un célèbre et controversé marchand d'armes.
Sous-titré « journal illustré quotidien - informations, littératures, sciences, arts, sports, théâtres, élégances », Excelsior est un des premiers supports à privilégier au jour le jour l'information par l'illustration photographique : ce mode de traitement de l'information avait été initié par des hebdomadaires comme L'Illustration mais surtout La Vie illustrée grâce aux progrès de la similigravure. Traiter l'actualité de la veille par la reproduction d'images photo fait de ce journal un pionnier du photojournalisme moderne. Travaillant avec des agences et une armée de photographes, il publie 25 à 30 clichés par numéro mais aussi des cartes, des croquis, des graphiques et propose des suppléments photographiques. Il a pour devise la phrase attribuée à Napoléon : « Le plus court croquis m'en dit plus long qu'un long rapport. »
Professionnel de l'image, Henri de Weindel, ancien pilier de La Vie illustrée, est embauché par Lafitte et restera longtemps à la tête de ce journal. Installé au 88, avenue des Champs-Élysées à Paris, Excelsior suit alors tous les événements marquants de l'époque et se distingue par ses reportages photo pris sur le vif.
Avec les débuts de la Grande Guerre, Roland Dorgelès et Guillaume Apollinaire y publient leurs premiers textes. Le feuilleton est signé Maurice Leblanc. Mais le titre, qui tire en moyenne à 100 000 exemplaires, souffre alors de difficultés techniques et d'un prix de vente trop élevé, soit 10 centimes (contre 5 pour les autres quotidiens). La concurrence est rude : en 1910, Le Miroir devient le supplément hebdomadaire photo du quotidien Le Petit Parisien.
Les reproductions photographiques étaient imprimées plein cadre, détourées par un liseré noir épais, s'étalant sur 8 à 12 pages : les deux pages centrales et la dernière page était généralement couvertes par des grandes photographies légendées.
Fin 1915, Pierre Lafitte décide de vendre les actifs de son groupe de presse et d'édition. Excelsior finit par être cédé en 1917 à Paul Dupuy, fils du propriétaire du groupe Le Petit Parisien, Jean Dupuy. La famille Dupuy, qui possède Le Miroir dont le tirage dépasse alors le million via Le Petit Parisien, crée le groupe de presse Excelsior Publications qui éditera plusieurs périodiques comme La Science et la Vie, qu'il a lancé en 1913, Omnia et Le Dimanche illustré (à partir de mars 1923, supplément dominical de l’Excelsior). Il nomme l'éditeur Arthème Fayard directeur d'Excelsior.
Dans les années 1920, le quotidien bénéficie d'une nouvelle formule qui attire davantage de lecteurs. Le dessinateur Sem en est un habitué, le compositeur Reynaldo Hahn signe les critiques musicales, à partir de 1921. Les mots croisés y font leur apparition. En mars 1923, le supplément du dimanche est lancé sous le nom de Excelsior Dimanche illustré, puis en mars 1924, seulement Dimanche illustré : c'est dans le numéro 11 du 3 mai 1925 que paraît la première bande de Zig et Puce. En octobre 1929 sort Excelsior Mode.
À la mort de Paul Dupuy en 1927, Excelsior Publications sera repris par sa femme, née Helen Browne, d'origine américaine, avant d'être réorganisé en 1932. Le quotidien l'Excelsior est toujours codirigé par Henri de Weindel et le chef de l’information est Philippe Soupault. Parmi les collaborateurs les plus réputés du journal figurent le grand reporter Albert Londres, le photographe Robert Doisneau, le romancier Georges Simenon ou encore le jeune Hô Chi Minh qui assistait les photographes et apprenait le métier de journaliste.
En 1939, l’Excelsior tire à 132 000 exemplaires, bien plus que Le Figaro (80 000 exemplaires), mais bien moins que Le Petit Parisien (1,7 million d'exemplaires) et Paris-Soir (1,4 million).
Peu à peu, le journal défend des idées de droite, et émet son dernier numéro, le 11 juin 1940. Le 16 juin 1943, parait un ultime « numéro spécial pour la conservation du titre. »
Helen Browne se voit confisquer par la puissance occupante les deux mille actions du journal qu'elle détient. Elles lui seront par la suite restituées pendant l'Occupation.
Le Dimanche illustré paraît jusqu'au no 900, daté du 26 mai 1940. Il est ensuite édité en zone libre, à Marseille le 24 novembre 1940, jusqu'au no 165 du 15 mai 1944.

## Unes

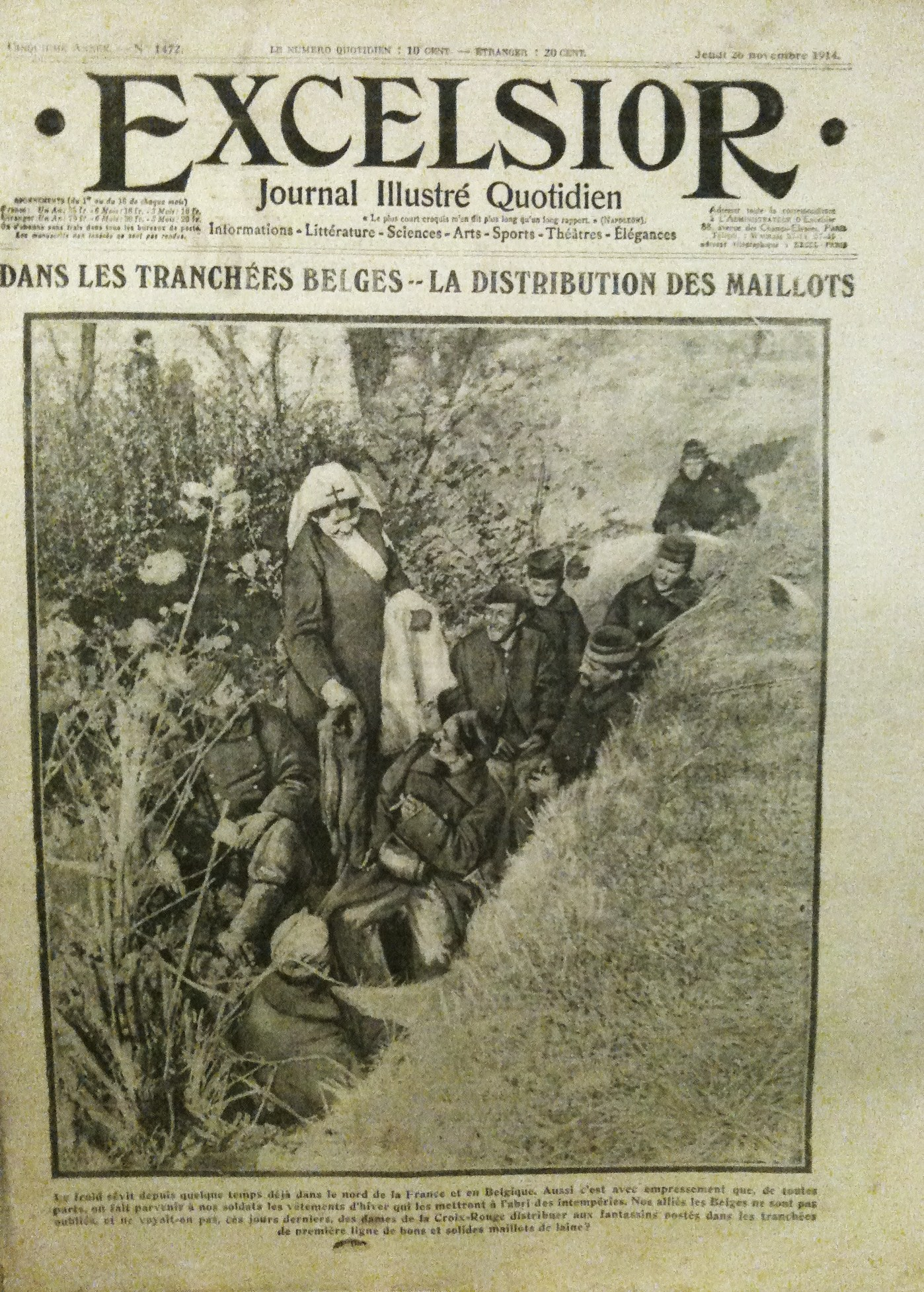
26 novembre 1914 : la Croix-rouge dans les tranchées en Belgique.
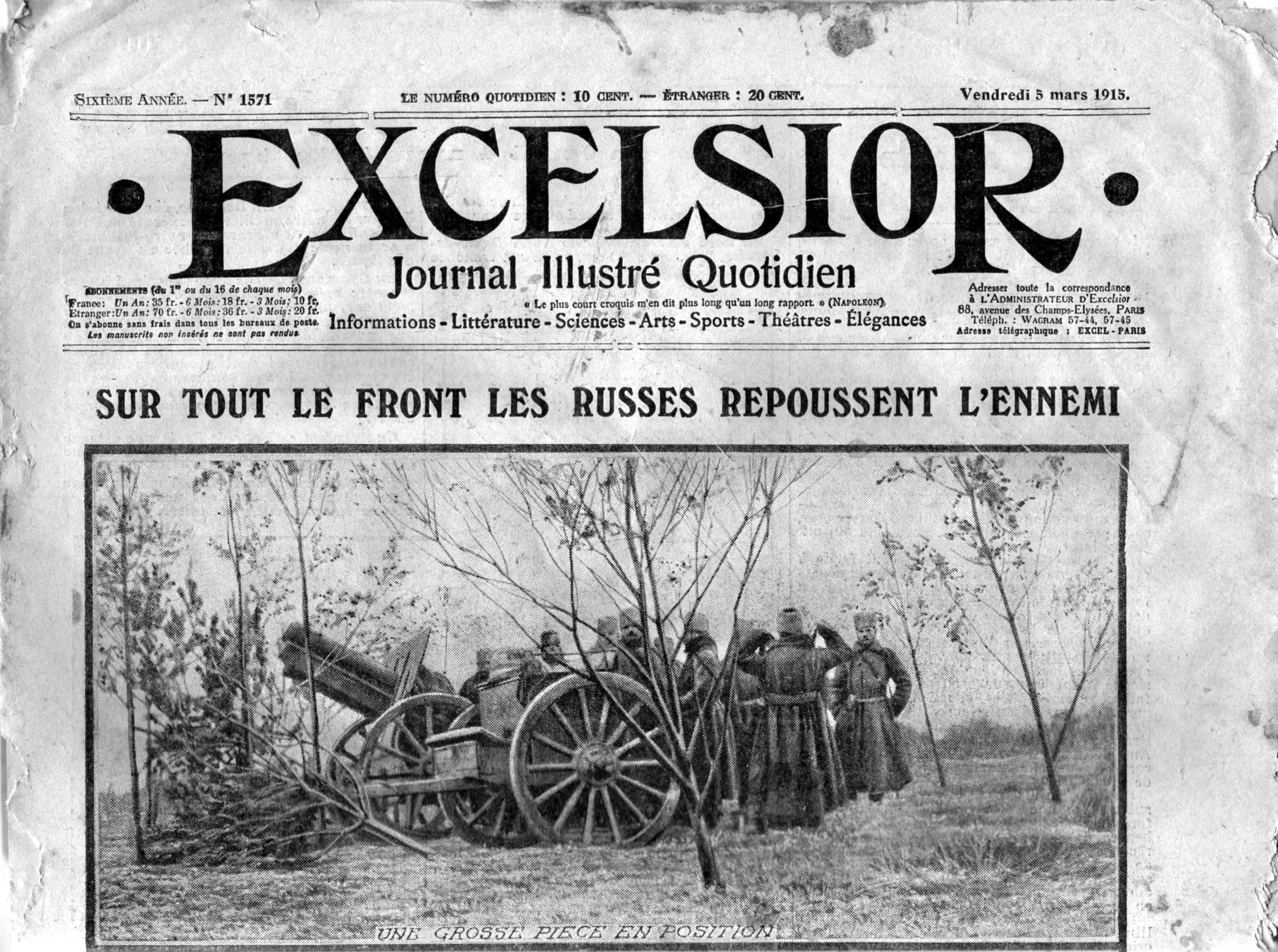
Première page du numéro du 5 mars 1915.
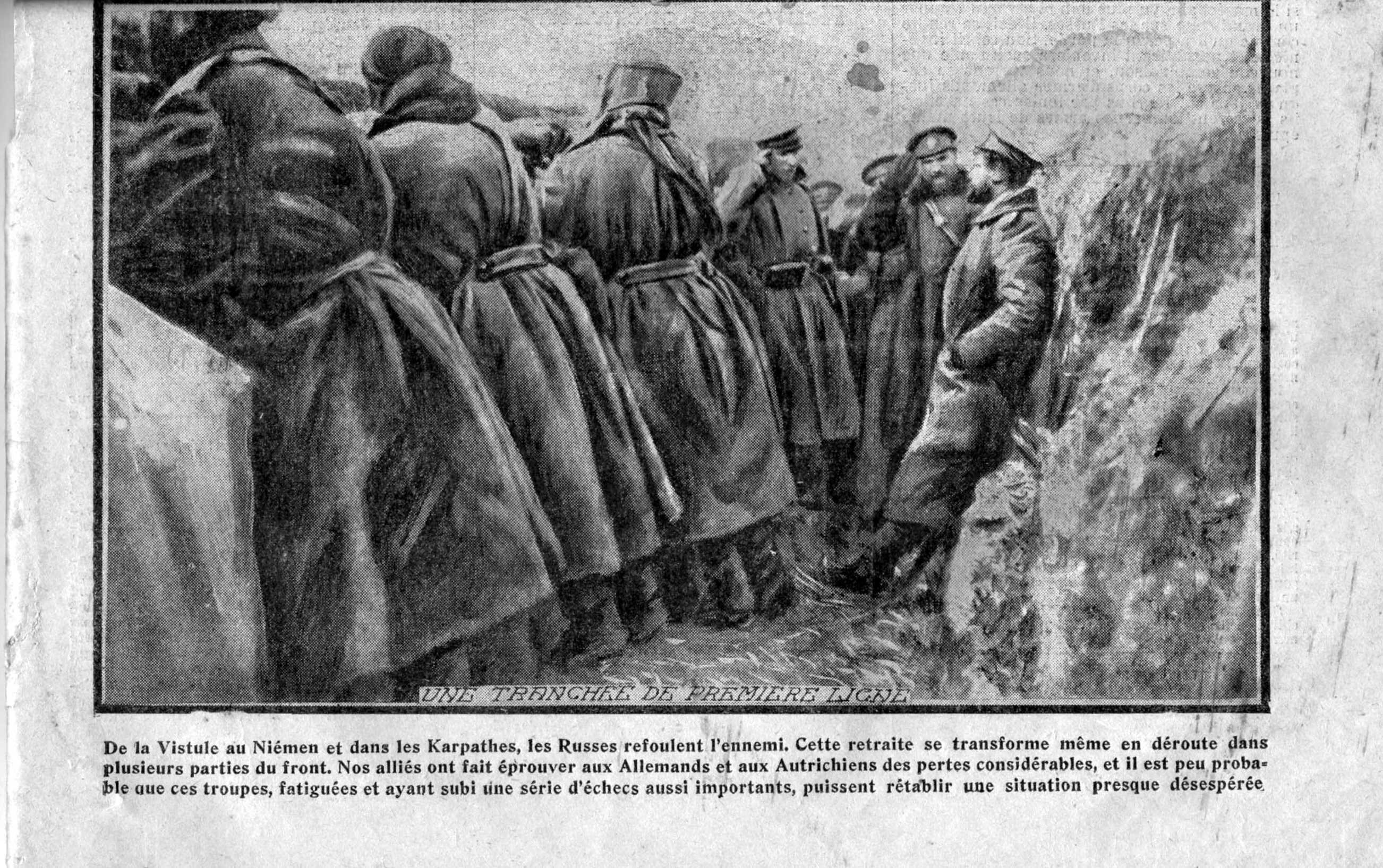
Une du 5 mars 1915 (suite).

## Exposition
À l'occasion du centenaire de 1914-1918, une exposition de photographies extraites du journal a été présentée à l'Orangerie du Sénat en 2014. Elle a fait l'objet d'un essai signé Jean-Noël Jeanneney, Jours de guerre, 1914-1918.